# Казаваторе
Казавато̀ре (на италиански: Casavatore) е град и община в Южна Италия, провинция Неапол, регион Кампания. Разположен е на 80 m надморска височина. Населението на общината е 18 209 души (1 януари 2023). Тя е най-гъсто населена община в Италия.